# Dárvin Chávez
Dárvin Chávez (* 21. November 1989 in Zapopan, Jalisco) ist ein ehemaliger mexikanischer Fußballspieler, der auf der Position eines Verteidigers eingesetzt wurde.

## Laufbahn

### Verein
Der in Zapopan geborene Chávez begann seine Laufbahn beim in der benachbarten Großstadt Guadalajara beheimateten Verein Atlas Guadalajara, bei dem er auch seinen ersten Profivertrag erhielt. Nachdem er eine Spielzeit (2007/08) in dessen zweiter Mannschaft Académicos Tonalá verbracht hatte, gelang ihm im Sommer 2008 der Sprung in die erste Mannschaft.
2011 wechselte er zum CF Monterrey, mit dem er 2012 und 2013 die CONCACAF Champions League gewann.
Nach vier Jahren bei den Rayados wechselte Chávez zu den Tiburones Rojos Veracruz, mit denen er in der Clausura 2016 den mexikanischen Pokalwettbewerb gewann.

### Nationalmannschaft
Chávez kam in allen drei Spielen der mexikanischen Nationalmannschaft bei der Copa América 2011 zum Einsatz, die die Mexikaner allesamt verloren und somit auf dem letzten Tabellenplatz der Vorrundengruppe abschlossen.
Besser verlief sein nächstes Turnier mit der mexikanischen U-23-Auswahl, mit der er das Fußballturnier der Olympischen Sommerspiele 2012 gewann.

## Erfolge

### Verein
- Sieger der CONCACAF Champions League: 2012, 2013
- Mexikanischer Pokalsieger: Clausura 2016

### Nationalmannschaft
- Olympiasieger: 2012